# Historia serialu Głowa rodziny
Family Guy miał swoją premierę 31 stycznia 1999. W 2000 roku, po zakończeniu emisji drugiego sezonu, ogłoszono zaprzestanie dalszej produkcji serialu. Zmiana kierownictwa sieci FOX oraz prośby fanów spowodowały, że sezon trzeci powstał i został wyemitowany w latach 2001–2002. Po tym zapadła ponowna, tym razem nieodwołalna, decyzja o zakończeniu serialu.
Bardzo dobre wyniki sprzedaży DVD oraz wysoka oglądalność powtórek na Cartoon Network w następnych latach przekonały jednak telewizję FOX do wznowienia produkcji w 2004 roku. Family Guy powrócił na ekrany 1 maja 2005, zostając pierwszym zdjętym z anteny serialem wskrzeszonym na podstawie wyników sprzedaży DVD.
Obecnie emitowany jest trzynasty sezon. Siódmy sezon miał swoją premierę w Stanach Zjednoczonych 28 września 2008.

## Trzy pierwsze sezony
Podczas swojej pracy w studiu Hanna-Barbera MacFarlane stworzył projekt serialu Family Guy, zawierający pomysły i postacie z jego dwóch poprzednich dzieł, krótkometrażówek o Larrym, a następnie zaproponował go studiu FOX. Reakcja była pozytywna, Family Guy miał pojawić się w formie krótkich animacji w programie MADtv, w podobnej formie, w jakiej Simpsonowie pierwotnie pojawili się w The Tracey Ullman Show. Ostatecznie jednak projekt upadł z przyczyn finansowych.
Rok później MacFarlane raz jeszcze spróbował sprzedać swój pomysł sieci FOX. Ta znów wstępnie zaaprobowała serial, warunkiem było jednak stworzenie pilota za kwotę 50 tysięcy dolarów (co było niesamowicie niską ilością pieniędzy dla tego typu produkcji). MacFarlane zgodził się na tę propozycję. Stworzenie samemu (z uwagi na niski budżet) pierwszego odcinka Family Guy zajęło mu sześć miesięcy. FOX zaakceptował efekt tych prac i dał zielone światło dla serialu, którego twórca w wieku 24 lat stał się najmłodszym producentem wykonawczym w historii.
Pilot Family Guy został wyemitowany w Stanach Zjednoczonych na kanale FOX 31 stycznia 1999, po 33. Super Bowl. Przyciągnął on przed ekrany 22 miliony widzów oraz zebrał dobre recenzje, co spowodowało emisję kolejnych sześciu odcinków pierwszego sezonu w kwietniu i maju tego samego roku. Drugi sezon rozpoczął się 23 września 1999 i po tylko dwóch odcinkach serial został usunięty z ramówki. Trzeci odcinek wyemitowano 26 grudnia, a ponowną regularną emisję rozpoczęto dopiero 7 marca 2000. Ostatni, 21. odcinek drugiego sezonu miał swoją premierę 1 sierpnia.
Przez cały drugi sezon czas emisji Family Guy był kilkukrotnie zmieniany, co spowodowało spadek oglądalności, w wyniku którego nastąpiło ogłoszenie zakończenia produkcji serialu. W odpowiedzi fani zaczęli tworzyć strony internetowe w obronie serialu oraz pisali petycje i listy do stacji z prośbą o cofnięcie tej decyzji. Ostatecznie presja fanów i zmiana kierownictwa w telewizji FOX zaowocowała produkcją trzeciego sezonu. Jego premiera miała miejsce prawie rok po zakończeniu poprzedniej serii, 11 lipca 2001. Ostatni, 21. odcinek trzeciej serii został wyemitowany 14 lutego 2002. Po tym, Family Guy został znów wycofany z produkcji.

## Okres zawieszenia serialu
Ponowna decyzja telewizji FOX o zaprzestaniu tworzenia nowych odcinków także tym razem popchnęła fanów do wysiłków na rzecz wskrzeszenia serialu. Stworzono internetową petycję, którą w sumie podpisało 140 tysięcy fanów, jednak nawet to, w połączeniu z masowym wysyłaniem e-maili i listów do stacji oraz demonstracjami przed jej siedzibą nie przyniosło skutku. Późniejsze próby przekonania przez fanów innych sieci, w szczególności UPN, do odkupienia serialu, spełzły na niczym.
W 2003 w segmencie Adult Swim na Cartoon Network rozpoczęła się emisja powtórek serialu, które biły tam rekordy oglądalności. Sukces odniosło także wydanie DVD dwóch pierwszych sezonów, które zostało wypuszczone na rynek amerykański 15 kwietnia 2003 roku (NTSC, Region 1). Tylko w pierwszym roku sprzedaży ta kompilacja rozeszła się w 2,2 mln sztuk, zostając najlepiej sprzedającym się wydaniem DVD serialu telewizyjnego w 2003 roku.

## Powrót do produkcji
Znaczące wyniki oglądalności powtórek oraz znakomite wyniki sprzedaży DVD w krótkim czasie dały początek plotkom o wskrzeszeniu serii. 27 lutego 2004 MacFarlane potwierdził tę informację w wywiadzie dla IGN.
26 marca 2004 FOX oficjalnie ogłosił, że wyprodukuje co najmniej 22 nowe epizody, a premiera pierwszego będzie miała miejsce w pierwszej połowie 2005 roku. Tak też się stało, pierwszy odcinek 4. sezonu pt. North by North Quahog miał premierę 1 maja 2005. Od tego czasu Family Guy jest nieustannie nadawany w niedzielnym wieczornym paśmie telewizji FOX razem z animacjami: Simpsonowie, Amerykański tata i Bobby kontra wapniaki.
27 września 2005 ukazał się na DVD film Stewie Griffin: The Untold Story, a 16 października 2006 miała miejsce premiera gry Family Guy na platformy PlayStation Portable, Xbox i PlayStation 2.

## Strajk scenarzystów w Stanach Zjednoczonych 2007-2008 i później

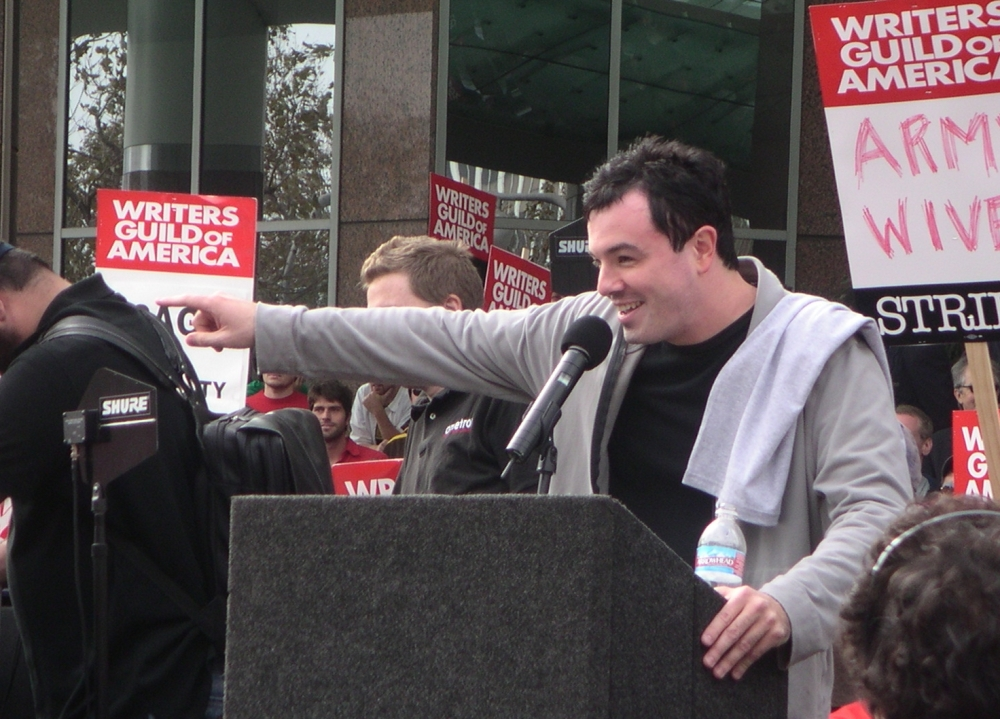
Seth MacFarlane przemawia na wiecu WGAW 9 listopada 2007.

Seth MacFarlane wsparł strajk scenarzystów, który rozpoczął się 5 listopada 2007 i odstąpił od dalszej pracy nad serialem. Do czasu rozpoczęcia strajku wyprodukowanych zostało tylko 5 odcinków szóstego sezonu. Po ich emisji FOX kontynuował nadawanie nowych epizodów, które powstawały bez nadzoru MacFarlane’a, co sam zainteresowany określił jako „cholernie nieczystą zagrywkę” (ang. colossal dick move). W taki sposób wyemitowano odcinki: Padre de Familia (18 listopada 2007), Peter’s Daughter (25 listopada 2007) i McStroke (13 stycznia 2008). 
Po tym jak strajk zakończył się 12 lutego 2008, MacFarlane wrócił do pracy nad serialem. Wszystkie odcinki powstałe bez jego nadzoru zostały przez niego zmontowane od nowa, ich nowe wersje prawdopodobnie będą wykorzystywane w powtórkach i wydaniach DVD. W maju 2008 MacFarlane podpisał kontrakt na produkcję kolejnych odcinków do co najmniej 2012 roku. Jedenasty sezon miał swoją premierę w Stanach Zjednoczonych 30 września 2012